# Tsar (stridsvagn)
Tsar-stridsvagnen (ryska: Царь-танк), även känd som Lebedenko-tanken, var en experimentell stridsvagn utvecklad i Kejsardömet Ryssland under Första världskriget. Den var känd för sin ovanliga konstruktion med två enorma framhjul och ett mindre bakhjul, vilket gav den ett karakteristiskt utseende och stora problem i praktisk användning.

## Historia
Tsar-stridsvagnen utvecklades år 1914 av en grupp ledd av Nikolaj Lebedenko, tillsammans med Boris Stechkin och Nikolaj Sjukhovskij. Syftet var att skapa en pansarvagn som kunde ta sig över skyttegravar och hinder på slagfältet. En modell demonstrerades för tsar Nikolaj II, som imponerades och beviljade finansiering.

## Konstruktion
Fordonet hade en tricykelliknande design med två framhjul på cirka 9 meters diameter och ett mindre bakhjul. Huvudskrovet var placerat mellan framhjulen och innehöll beväpning samt besättning. Vagnen drevs av två Maybach-motorer med en total effekt på 480 hk. Beväpningen utgjordes av en 76,2 mm kanon samt flera kulsprutor.

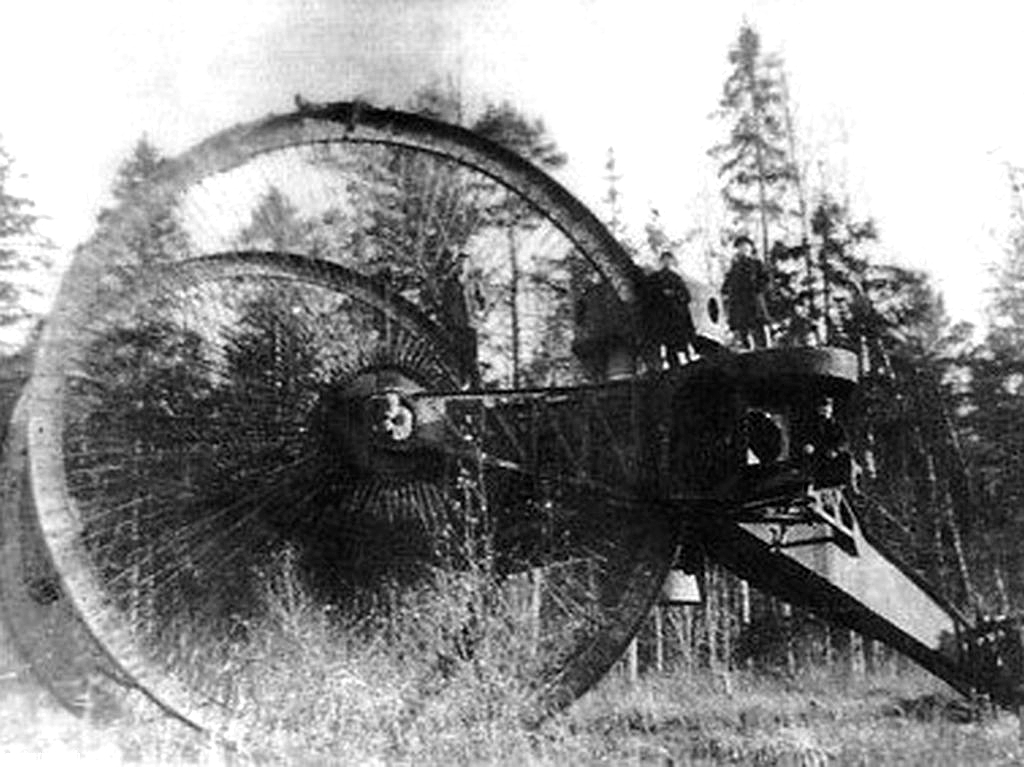
Tsar-stridsvagnen under testkörning ca 1915.

### Tekniska specifikationer
- Längd: ca 17 meter
- Höjd: ca 9 meter
- Vikt: ca 40 ton
- Motor: 2 × Maybach bensinmotorer
- Effekt: 480 hk
- Högsta hastighet: ca 17 km/h
- Pansar: 7–10 mm
- Beväpning:
- 1 × 76,2 mm kanon
- Flera kulsprutor
- Besättning: Upp till 10 man

## Test och nedläggning
Vid testkörningar sommaren 1915 utanför Moskva visade sig konstruktionen vara opraktisk. Det bakre hjulet fastnade ofta i mjuk mark och fordonet saknade tillräcklig dragkraft för att ta sig loss. Projektet lades därför ner, och vagnen lämnades kvar på platsen tills den skrotades i början av 1920-talet.

## Eftermäle
Trots sitt misslyckande har Tsar-stridsvagnen blivit ett symboliskt exempel på tidiga och överdimensionerade militärprojekt. Modeller och bilder förekommer ofta i populärkultur och på museer, särskilt som exempel på teknisk överambition.